# Hermann Pohle
Pour les articles homonymes, voir Pohle (homonymie).
Hermann Pohle (né le 23 novembre 1831 à Berlin, mort le 5 juillet 1901 à Düsseldorf) est un peintre prussien.

## Biographie
Pohle étudie à l'académie prussienne des arts auprès de Gottlieb Biermann (de). De 1853 à 1856, il va à l'académie des beaux-arts de Düsseldorf auprès de Johann Wilhelm Schirmer et Hans Fredrik Gude. Il fait des voyages d'études en Allemagne, en Italie et en Suisse.
Il est le père de Hermann Emil Pohle.
Il est inhumé au cimetière du Nord (Düsseldorf).

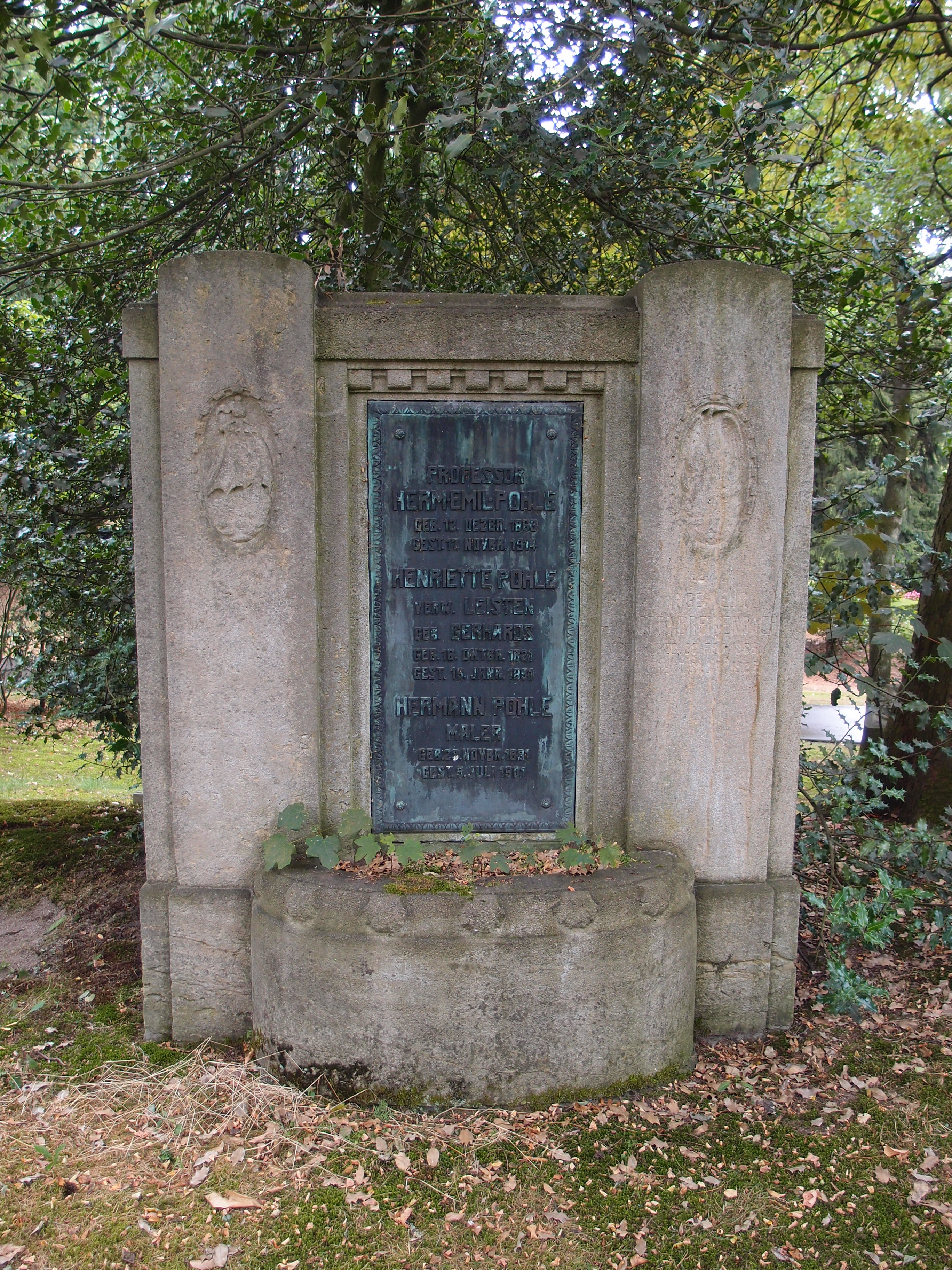
Sépulture.